# Peter Rindal
Peter Rindal (19. januar 1923 – 28. februar 2009) var lagerforvalter ved Kolding Hørfabrik og medlem af Fremskridtspartiet. Han blev landskendt for sin kamp mod statsstøtte til kunstnere, ofte benævnt rindalisme. Udover Grundtvig og Georg Brandes er han den eneste dansker, der har lagt navn til en -isme.
Peter Rindals kamp rettede sig især mod de abstrakte kunstværker, som han benævnte som "komplet uforståelige og latterlige". Rindal pointerede mange gange, at det ikke var kunst i al almindelighed han var imod, blot at han var imod at staten brugte skattekroner til at støtte den. Opgøret mod den statsstøttede kunst, der skulle få benævnelsen rindalisme, begyndte med en spontan underskriftsindsamling på hans arbejdsplads Kolding Hørfabrik, hvor han hurtigt fik et par hundrede underskrifter mod det nyvedtagne Statens Kunstfond. En gruppe slagteriarbejdere i Vejle havde fået samme idé og deltog derfor også i indsamlingen.
Underskrifterne blev indsendt til Folketinget i begyndelsen af 1965, hvorefter han indledte en landsdækkende indsamling, hvor han formåede at indsamle over 62.000 underskrifter. For mange blev det set som begyndelsen på et folkeligt oprør mod "elitens Danmark".
Rindal fik senere sæde i netop Statens Kunstfond som repræsentant for Fremskridtspartiet, som han siden blev æresmedlem af.

## Talsmand for protesterne ved et tilfælde
Peter Rindal var ikke ophavsmand til protesterne mod Statens Kunstfond. Det var en gruppe slagteriarbejdere i Vejle. Peter Rindal sluttede sig til protestbølgen og tog initiativ til en underskriftindsamling på Kolding Hørfabrik. Det egentlige stød til at Peter Rindal blev bannerfører for protesterne var et godt tre minutter langt interview i Danmarks Radios P3 i programmet Dags Dato, hvor han fremlagde sine synspunkter. Rindal kom til mikrofonen, fordi Danmarks Radio havde et studie i Kolding, mens det ikke var muligt i radiofonikvalitet at skabe kontakt til slagteriarbejderne i Vejle inden for den korte tidsramme, der var til rådighed for redigering af programmet. Peter Rindal optrådte senere samme dag i Radioavisens aftenudsendelse i P3's aftenprogram Mikrofonvagten klokken og dagen efter i alle landsdækkende trykte medier, hvor især B.T. havde en omfattende og grundig reportage om Peter Rindal og hans virke. Dermed var hans rolle som talsmand for protesterne mod Kunstfonden etableret. 